# Халден
Ха́лден (норв. Halden) — небольшой норвежский город, расположенный в Эстфолле.
Название произошло от старонорвежских слов hallr (или hǫll), что означает холм, склон. Город действительно окружен холмами. Буква «д» появилась из-за датского влияния на язык.
С 1665 по 1928 год город официально назывался Фредриксхальд или Фредериксхальд (Fredrikshald, Frederikshald).

## Географические сведения
Халден занимает площадь 640 квадратных километров, на которых проживет 29500 жителей (в 1909 году сообщалось о 12 тысячах жителей).
Город расположен недалеко от границы со Швецией. Граничит с коммунами Раккестад, Аремарк и Сарпсборг.

### Климат
| Средние значения температур по Халдену | Янв  | Фев  | Март | Апр | Май  | Июнь | Июль | Авг  | Сент | Окт | Ноя | Дек  | Год |
| -------------------------------------- | ---- | ---- | ---- | --- | ---- | ---- | ---- | ---- | ---- | --- | --- | ---- | --- |
| Средняя температура (°C)               | −2,9 | −2,8 | 0,2  | 4,9 | 10,6 | 14,8 | 16,7 | 15,5 | 11,5 | 7,5 | 2,4 | −1,1 | 6,4 |
| Осадки (мм)                            | 55   | 45   | 50   | 45  | 55   | 70   | 75   | 80   | 90   | 105 | 90  | 60   | 820 |

В этой коммуне статистика метеорологических измерений ведется с 1884 года. Самая высокая температура (32,0 °C) была зарегистрирована 8 августа 1975 года, самая низкая (-33,7 °C) — 15 января 1893 года.
В Халдене проходят самые тёплые ночи Норвегии. 9 июля 1933 года самой низкой ночной температурой являлась 25,5 °C.

## История
В прошлом Халден нёс важную оборонительную функцию. Над городом возвышается старинная крепость Фредерикстен, при осаде которой в 1718 году был убит шведский король Карл XII. Халден — единственный город, упоминаемый в государственном гимне Норвегии.
В 1958 году в Халдене запущен исследовательский реактор Halden Reactor.

## Экономика
Крупные предприятия и филиалы, расположенные в Халдене:
- Nexans разрабатывает, производит и продает морские и сухопутные кабели для энергетических и телекоммуникационных передач. Компания также экспортирует кабели в Японию;
- «Норвежский лес» (Norske Skog) является ведущим мировым производителем газетной и журнальной бумаги (14-бумажных комбинатов по всему миру);
- Odin Media AS — рекламное агентство;
- ElektroVakuum — рекламное агентство;
- LaMote — одно из предприятий крупного норвежского бренда Orkla;
- Fresenius Kabi — филиал компании, лидирующей на мировом рынке. Специализируется на продуктах питания, инфузионной терапии и медицинских услугах;
- Communicate Norge AS — филиал скандинавской компании, занимающейся интеграцией ПО, консалтингом, мониторингом бизнеса;

### Исследования
Филиал Института энергетики в Халдене знаменит своими исследованиями и разработками и является крупнейшим интернациональным исследовательским проектом Норвегии.
Проект стартовал с 1958 году, и на данный момент в нём участвуют 19 стран ОЭСР.

### Образование

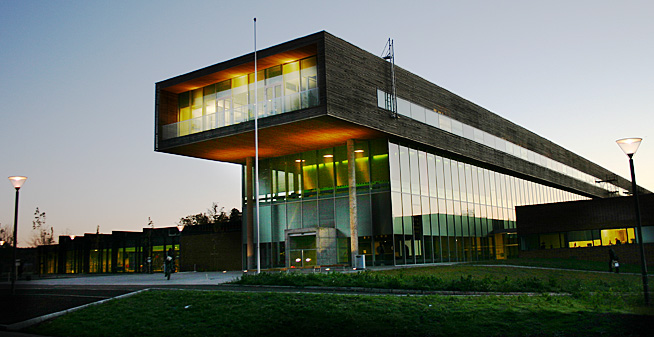
Главный вход в кампус Высшей школы Эстфолла (Халден)

В этом городе находится новый кампус Высшей школы Эстфолла (Høgskolen i Østfold).
Высшая школа Эстфолла была основана в 1994 году путём объединения 8 государственных университетов этой губернии. В настоящий момент институт располагает двумя кампусами: в Халдене и во Фредрикстаде.
Кампус владеет самой большой библиотекой губернии Эстфолл.
Высшая школа Эстфолла располагает следующими отделениями:
- Норвежская театральная академия
- Факультет экономики, лингвистики и социальных наук
- Факультет информационных технологий
- Педагогический факультет
- Инженерный факультет
- Факультет здравоохранения и социальных исследований

Здесь расположен Норвежский центр обучения иностранным языкам.
Центр учреждён Норвежским министерством образования в связи со школьной реформой 2006 года. Целью его работы являются обеспечение высокого качества преподавания иностранных языков в норвежской школе, удовлетворение различных потребностей учащихся и предоставление учителям помощи в преподавании иностранного языка как предмета с практическим и разнообразным содержанием.

## Археология

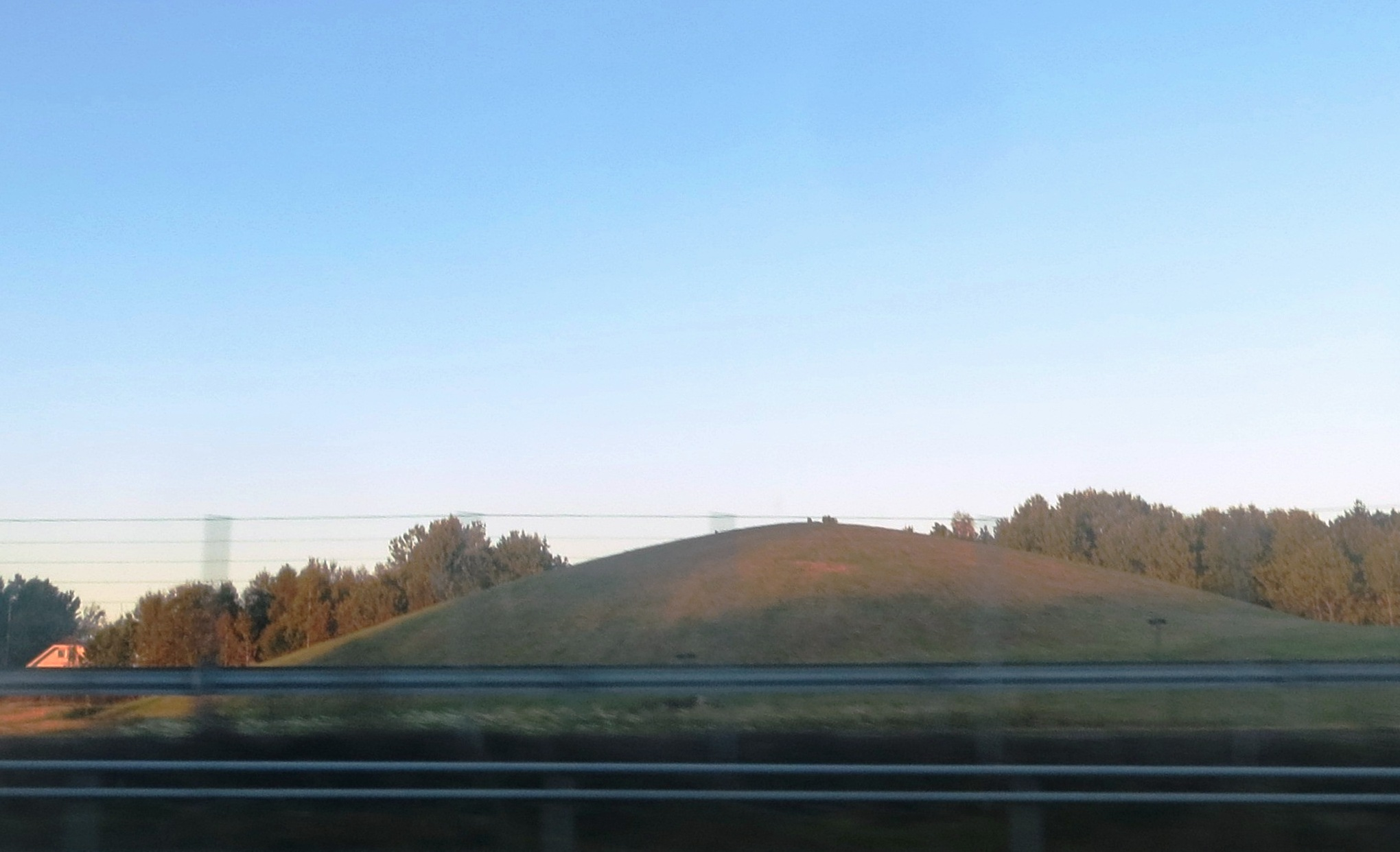
Курган Джелл (Jellhaugen Mound) VI века рядом с шоссе Е6 в Геллестаде

Корабль из Геллестада является остатками длинного корабля эпохи викингов, найденного на ферме Геллестад (Gjellestad) в Викслетте (Viksletta) за пределами Халдена в 2018 году археологами Ларсом Густавсеном и Эрихом Нау. Исследование 2019 года, проведённое Университетом Осло, датировало его 733 годом нашей эры. Сам корабль, как показало радиоуглеродное датирование, был захоронен в IX веке. Первоначально погребенный под погребальным курганом, в наши дни корабль лежит на 50 см ниже верхнего слоя почвы из-за многолетней вспашки. Из-за обширных грибковых повреждений корпуса, вызванных дренажем полей, засухой и воздействием воздуха, археологи призвали к немедленным раскопкам, чтобы спасти корабль. Раскопки корабля в Геллестаде начались в июне 2020 года под руководством профессора кнута Пааше из норвежского Института исследований культурного наследия. По оценкам, его длина составляет более 20 метров, хотя сохранились только части киля. Это означало бы, что лодка имеет тот же размер, что и корабль из Гокстада. Личность человека, находившегося в лодке, пока не установлена, но эксперты предполагают, что она могла принадлежать королю или королеве.

## Достопримечательности
Город очень популярен у туристов. Особенно в летнее время, когда проходят различные фестивали и концерты. Среди достопримечательностей можно отметить систему каналов, крепость Fredriksten, особняк Rød, новый Свинесундский мост, театр Fredrikshalds, телебашню Høiåsmasten (одну из самых высоких в мире).

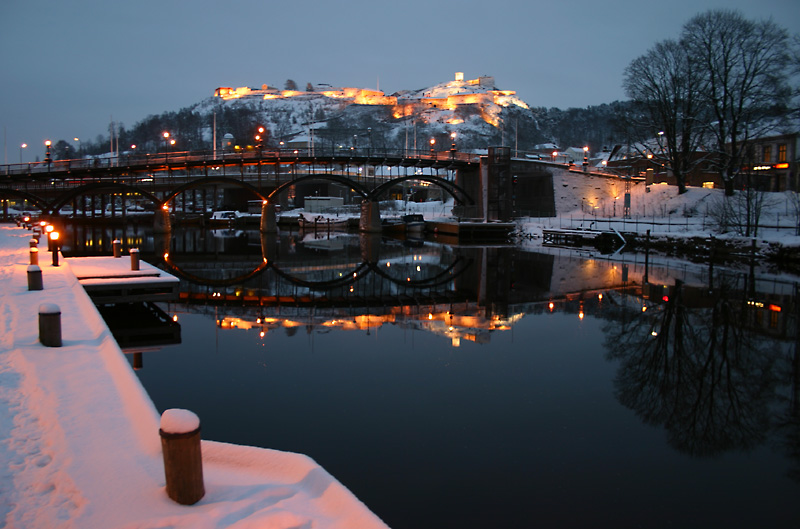
Крепость Фредрикстен и мост через реку Тиста
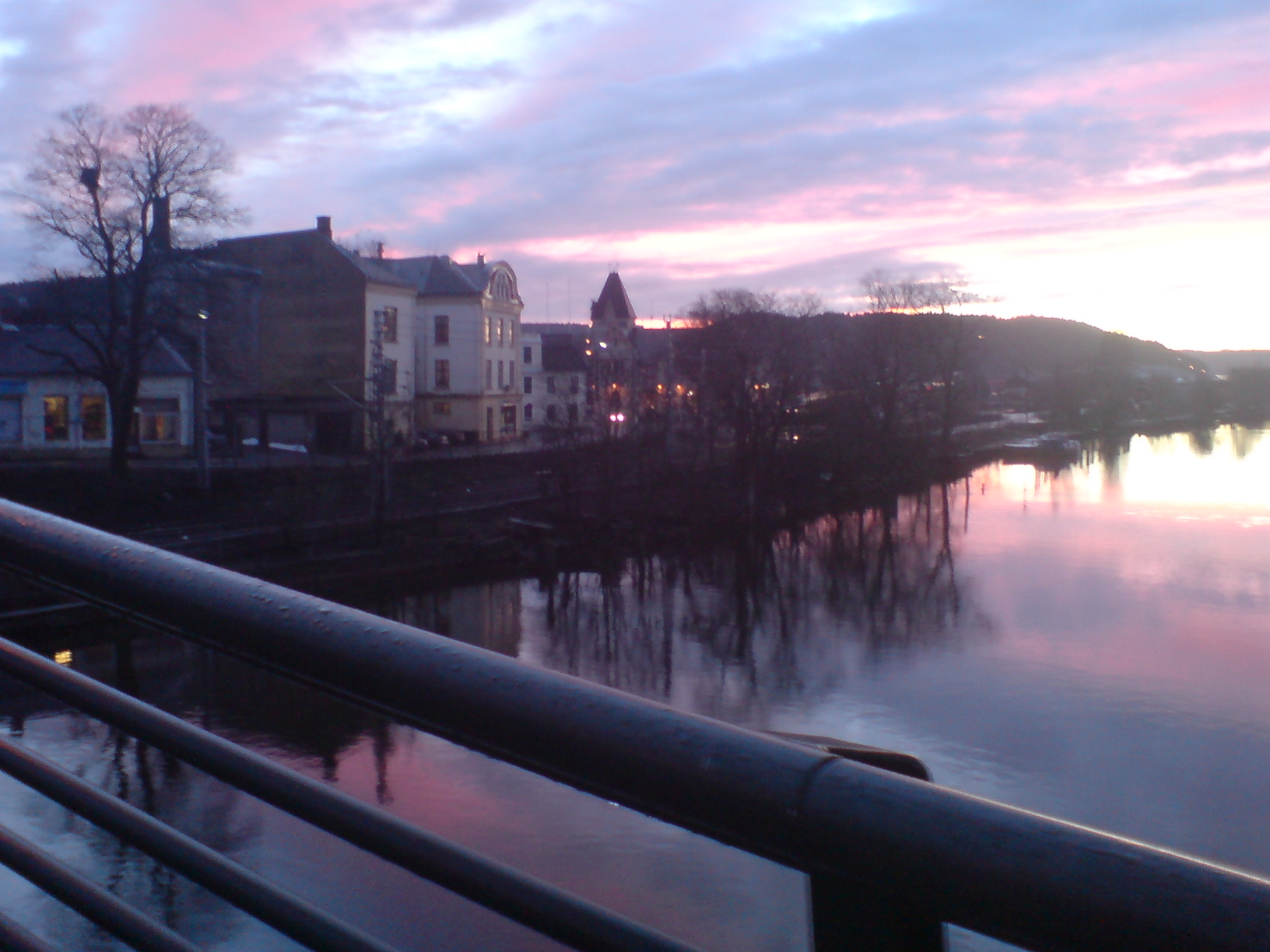
Река Тиста в Халдене
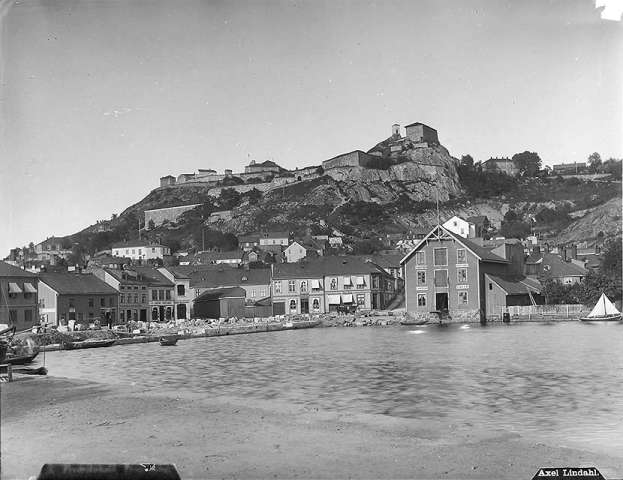
Крепость Фредрикстен, фотография 1890-х годов

## Известные уроженцы и жители
- Густав Ланге (1861—1939) — норвежский скрипач, дирижёр и музыкальный педагог.
- Пауль Педерсен (1886—1948) — норвежский гимнаст.
- Харальд Хансен (1884—1956) — норвежский гимнаст.
- Софус Якобсен (1833—1912) — норвежский живописец-пейзажист.
- Йоханнес Карстен Хаух (1790—1872) — датский поэт и писатель-романтик.
- Ивар Хуитфельдт (1665—1710) — датско-норвежский военно-морской офицер Датско-норвежской унии, адмирал, герой Великой Северной войны.